# Mátyás Bíró

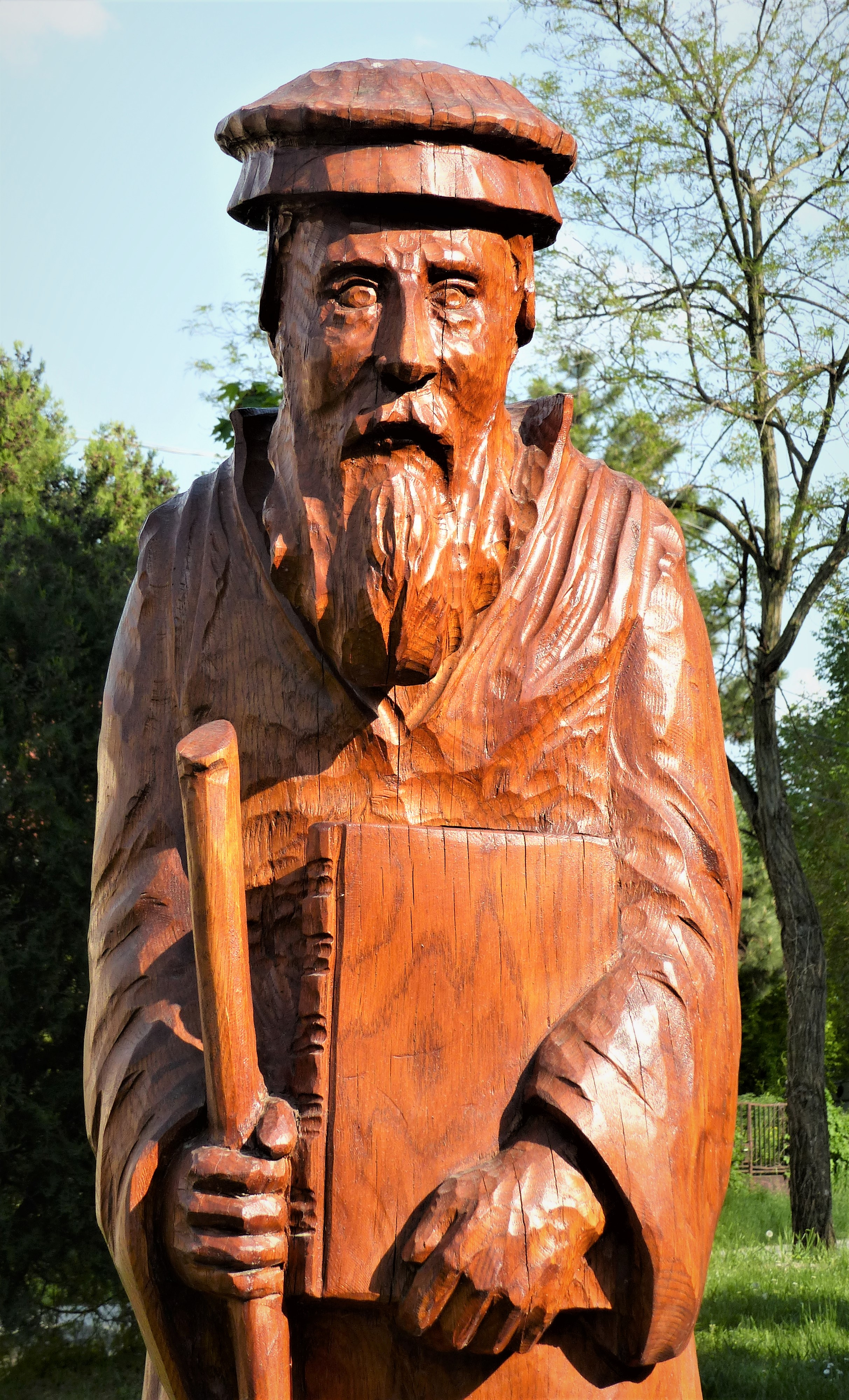

Mátyás Bíró, född omkring 1500 och död 1545, även kallad Dévai efter hans förmodade födelseort Déva i Siebenbürgen, var en ungersk reformator.
Biró var ursprungligen katolsk präst, blev därefter lärjunge till Melanchton och ivrig förkämpe för reformationen i sitt hemland. Han har kallas "Ungerns Luther". Han övergick senare till att företräda reformationen efter den kalvinska läran.